# Santuario del Santissimo Crocifisso di San Luca
Il santuario del Crocifisso di San Luca, anticamente denominato San Luca in borgo, poi anche santuario del Santissimo Crocifisso di San Luca, si trova alla periferia di Ferrara, in via Giuseppe Fabbri 414, vicino al Seminario Arcivescovile.

## Storia

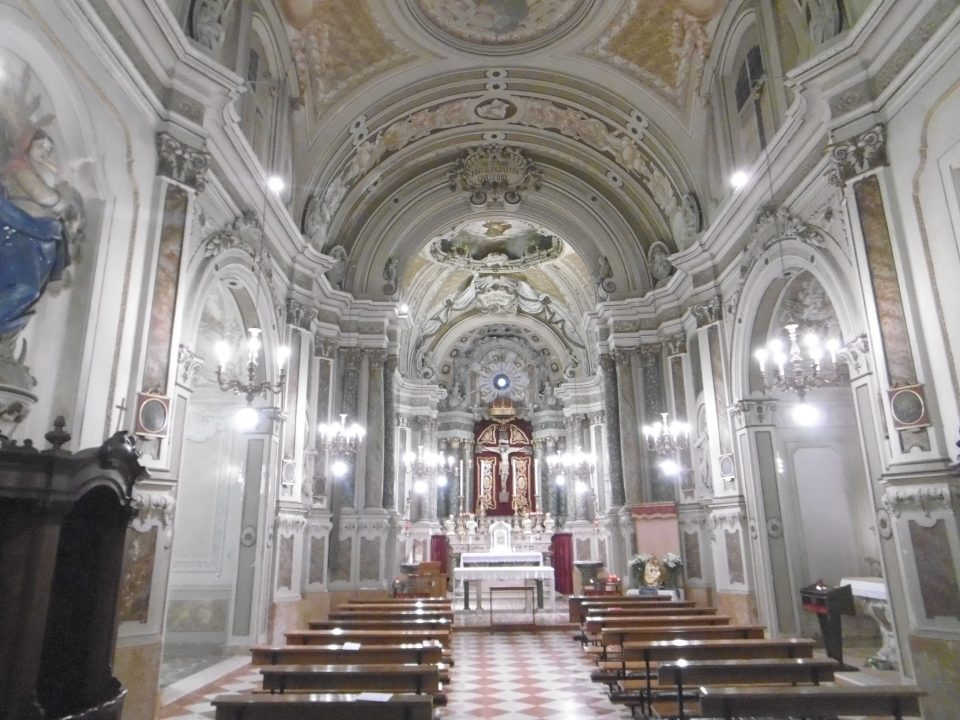
L'interno del Santuario

Il santuario ha antichissime origini. Pare, infatti, che sia stata eretto da un Accarino d'Este nel 450 ma sicuramente nel 1128 è testimoniata l'esistenza di un oratorio dedicato a questo santo, in cui venne posto il crocifisso ligneo che giunse attraverso il Po ove fu trovato da un membro della famiglia Finotti.
Questa sacra e venerabile opera d'arte di grandi dimensioni, si conserva ancora oggi nell'abside del santuario e proprio per questo motivo esso è stato ribattezzato con il nome attuale.
Nel 1135 il tempio venne consacrato dal vescovo Landolfo ma crollò quasi per intero a causa di un'alluvione il 22 ottobre 1654. Subito dopo venne ricostruito, nel 1768 si costruì l'altare maggiore e l'abside e nel 1785 si diede alla chiesa l'attuale struttura.
Sempre nel XVIII secolo si iniziò ad erigere un porticato, che doveva contare centinaia di archi che collegassero la chiesa al centro della città di Ferrara, però ne vennero edificati solo poche decine che oggi sono andati completamente distrutti.